# Lothar Franke
Lothar Franke ist ein deutscher Tischtennisspieler, der an der Europameisterschaft 1962 teilnahm.
Lothar Franke spielte beim Verein BTTC Grün-Weiß Berlin, dem er noch heute (2021) als Ehrenmitglied angehört. Mit dessen Herrenmannschaft wurde er 1955/56 und 1957/58 Meister der Oberliga Nord, der damals höchsten deutschen Spielklasse. 1956 wurde das Team Zweiter bei der deutschen Mannschaftsmeisterschaft.
1962 wurde er für die Individualwettbewerbe der Europameisterschaft in West-Berlin nominiert. Hier schied er in allen Wettbewerben in der ersten Runde aus: Im Einzel gegen Robert Stevens (England), im Doppel mit Everson aus Wales gegen Karl Wegrath/Hans Jell (Österreich) und auch im Mixed mit Anita Haacke gegen Lajos Antal/Monique Jaquet (Schweiz).
Später spielte er Tennis beim BTTC Grün-Weiß Berlin.
Lothar Franke war bis zu deren Tod mit der Tischtennisspielerin Barbara Franke (geb. Kendelbacher; 1929–2020) verheiratet. Aus der Ehe ging ein Sohn (* 1964) hervor.